# Bear in the Big Blue House
Bear in the Big Blue House (br: O Urso na Casa Azul / pt: O Urso da Casa Azul) é um programa infantil produzido pela The Jim Henson Company para o Playhouse Disney, extinto bloco de programação pré-escolar exibido pelo Disney Channel. A proposta do programa é de ensinar pequenas lições de vida às crianças com o personagem principal e seus amigos durante seu dia. Os principais personagens são: O Urso, o ratinho Tutter, o lêmure Treelo, as lontras Pip e Pop e a ursinha Ojo. 
No Brasil, a série estreou durante os primórdios do Disney Channel no país em 2001, primeiramente na faixa pré-escolar sem nome exibida todas as manhãs, até começar a ser uma das diversas atrações do bloco Playhouse Disney, a partir da estreia do bloco em 2002. Foi também exibida na TV aberta pela TV Globo em 2003, como uma das atrações de Xuxa no Mundo da Imaginação, junto com Cubix, A Turma do Pato Bill e Bob Esponja. Durante a exibição na Globo, foi feita uma nova dublagem, com destaque á personagem Luna sendo dublada e cantada pela própria Xuxa. Alguns episódios também chegaram a ser lançados em uma coleção de DVDs pela Disney, entre os anos de 2005 e 2006. Posteriormente, a série estreou no catálogo da plataforma de streaming Disney+. 
Em Portugal, em 2003 foi exibido no Disney Channel no bloco Playhouse Disney e mais tarde, em 2007 na RTP2 dentro do bloco Zig Zag.

## Sobre
O gentil personagem principal de O Urso na Casa Azul é um urso laranja falante de 2 metros de altura que vive na casa e gosta de ajudar e ensinar as crianças. Ele conversa diretamente com as crianças que estão assistindo como se todos fossem seus amigos mais próximos. O Urso na Casa Azul  foi criado para crianças bem pequenas, ensinando conceitos como formas geométricas, gravidade, estações do ano, e até mesmo higiene pessoal. Junto com o sempre curioso urso há uma série de outros animais como o agitado lêmure Treelo, o teimoso rato Tutter, os gêmeos lontra brincalhões Pip e Pop e a sonhadora ursa Ojo; todos participam e ajudam a ensinar a lição do dia. No final de todos os episódios de Bear in the Big Blue House, o Urso vai até a sua varanda para falar com a sua amiga Luna, a Lua, o que as crianças aprenderam com ele no dia de hoje e canta também junto com a sua amiga Luna uma música de despedida. O personagem Urso foi utilizado como modelo para Snook, o personagem princiapl de  "It's a Big Big World".
O Urso intercala o aprendizado com momentos de brincadeiras. Após chamar cantando "Amiga sombra, onde está você?", a amiga Sombra aparece. Junto com suas outras amigas sombras, a garota cria uma pequena peça com pequenas histórias.

## Elenco
O elenco deste programa inclui:
- Urso: Noel MacNeal
- Luna: Lynne Thigpen
- Tutter e Pip: Peter Linz
- Ojo: Vicki Eibner
- Pop, Treelo: Tyler Bunch
- Grandma Flutter: Alice Denean
- O primo de Tutter "Jet Set Tutter": Tim Legasse
- Benny, o Morcego: Jim Kroupa